# Stenopodius submaculatus
Stenopodius submaculatus es una especie de insecto coleóptero de la familia Chrysomelidae.
Fue descrita científicamente en 1939 por Blaisdell.